# Vanessa Mendoza
Vanessa Alexandra Mendoza Bustos (Unguía, 25 luglio 1981) è una modella e politica colombiana, eletta Miss Colombia 2001.
Proveniente da una famiglia povera afro-colombiana di sedici figli del villaggio di Unguía, Vanessa Mendoza era stata incoronata Miss Chocò nel 2001. Grazie a tale titolo la modella ha potuto partecipare a Miss Colombia, dove è stata la prima donna di origini africane a vincere il concorso.
Ha in seguito rappresentato la Colombia a Miss Universo 2002, che si è tenuto il 29 maggio 2002 a San Juan, Porto Rico. Pur non riuscendo ad entrare nella rosa delle quindici finaliste del concorso di bellezza, la Mendoza ha vinto la fascia di Best National Costume.